# Toray Pan Pacific Open 2004
Toray Pan Pacific Open 2004 — жіночий тенісний турнір, що проходив на закритих кортах з килимовим покриттям Токійського палацу спорту в Токіо (Японія). Це був 21-й за ліком Toray Pan Pacific Open. Належав до турнірів 1-ї категорії в рамках Туру WTA 2004. Тривав з 30 січня до 8 лютого 2004 року. Ліндсі Девенпорт здобула титул в одиночному розряді.

## Фінальна частина

### Одиночний розряд
Ліндсі Девенпорт —  Магдалена Малеєва, 6–4, 6–1
- Для Девенпорт це був 1-й титул в одиночному розряді за сезон і 39-й — за кар'єру.

### Парний розряд
Кара Блек /  Ренне Стаббс  —  Олена Лиховцева /  Магдалена Малеєва, 6–0, 6–1